# Nora Perlé
Lidia Nora Zisman, conocida como Nora Perlé, (Buenos Aires 26 de enero de 1938) es una conductora y locutora de radio argentina que ha pasado por casi todas las radios (Radio Libertad, Radio Excelsior, Radio Rivadavia, Radio Continental, Radio del Plata, Radio de la Ciudad, Radio Nacional y Radio Mitre) y es la ganadora de numerosos premios, entre ellos doce Premio Martín Fierro.

## Biografía
Nació el 26 de enero de 1938, hija única de un matrimonio de inmigrantes judíos, compuesto por su padre, peluquero de hombres, y su madre, ambos venidos de Polonia. Nora fue criada en un conventillo en el barrio de Boedo en Buenos Aires. Sus padres la hicieron hincha de San Lorenzo y ella hincha de Boca Juniors.
Se casó con Anselmo Marini y tuvo a sus dos hijas. En 1961 nació su primera hija, Daniela, y en 1968 su segunda hija, Carina. Luego se separó de su esposo en 1971. Es la abuela de Nico Casavecchia y desde más de 30 años está en pareja con el dramaturgo, escritor, autor, director de teatro y televisión Ismael Hasse.

## Trayectoria
Nora estudió danzas clásicas en el Conservatorio Nacional de Danzas en el Teatro Nacional Cervantes. Abandonó la carrera de danzas y se recibió de maestra. Luego entró al ISER de donde egresó en 1959. Se inició en 1960 en Radio del Pueblo haciendo una suplencia de la legendaria locutora Tita Armengol.
Con el golpe militar la mandaron a Radio Excelsior. Ganó un concurso y comenzó a ocuparse de la locución de distintos programas como "Fila 13", con Alberto Almada y Alfredo Garrido, en Radio Rivadavia o un ciclo nocturno de texto y música en Radio Libertad.
En 1972 le puso su voz al espacio auspiciado por la marca femenina "Miss Ylang" llamado "Miss Ylang y su música" que permaneció siete años en el aire de Radio Continental. Este programa se hizo merecedor de un Premio Martín Fierro cuando Nora lo conducía.
Luego le puso su voz al ciclo "Las siete lunas de Crandall", un clásico en materia de programas musicales nocturnos producido por la agencia de Julio Moyano, programa auspiciado por el perfume para hombres Crandall, que estaba de moda por aquellos años, y se escuchaba entre las 10 de la noche y las 2 de la mañana por Radio Continental.
El programa fue galardonado con cuatro Premio Martín Fierro.
Allí predominaba el estilo de las "mimosas", comenzando por Lidia Saporito y seguido por Betty Elizalde y Nucha Amengual.
Este estilo de locución era de voces muy sensuales y "ratoneras".
Se trata de un estilo sugestivo y ronroneante que le valió que la Liga de Madres de Familia le pidiera a la radio que la echaran porque «era un mal ejemplo para los chicos».
Según Nora:

No tengo voz para la franela a ultranza y tampoco era la comehombres. A mí me quedaba bien la sexy Lolita, en un medio tono de voz, pero siempre paquete.

Nora pertenece a esa generación de locutoras cuya característica fue su manera de expresarse con una dicción impecable y con un tono de voz sensual y seductor que fue imitado por las que le precedieron.
En 1980 le puso su voz al programa "Estrictamente musical" y a "Dos mujeres para despertarlo" junto a Elda Córdoba. Luego el programa humorístico "El cigarro" los sábados a la tarde en Radio El Mundo.
En una radio en la que las mujeres siguen estando en minoría con muchas columnistas pero pocas mujeres conductoras, Nora es tomada como ejemplo por las locutoras más jóvenes que siempre la nombran como modelo de profesional.
Dijo Claudia Cherasco:

Siempre me inspiré en grandes de la radio: me encantaban los cuentos de Guerrero Marthineitz, el estilo de Nora Perlé y Betty Elizalde.

A pesar de no considerarse a sí misma feminista, Nora se queja de la discriminación hacia las mujeres en el medio radial:

Nos pagan menos, y siempre, siempre, una mujer está rindiendo examen.

En este medio, como en muchos otros, con honrosas excepciones, hay hombres mediocres a los que se les permite seguir fracasando en una y otra propuesta. A las mujeres se les toma examen sistemáticamente y debemos ser siempre perfectas. Por esa razón la mediocridad en el ámbito femenino en el aire prácticamente no existe. Y el espacio que nos hemos ganado es el fruto de la idoneidad y del esfuerzo que significa rendir prueba constantemente.

Si la mujer no trae consigo una personalidad determinada y sale del montón se queda siempre haciendo heladera al lado del hombre que conduce.

Pero también es citada como modelo por los locutores varones del medio radial.
Dijo Julio Lagos:

Creo que Nora Perlé hace un programa estupendo los fines de semana a la noche en Mitre. Es una notable locutora, y no hay otro programa igual a Canciones son amores.

Dijo Mario Pergolini:

Yo no hubiera hecho nunca la radio que hice si mi mamá no hubiera escuchado todas las mañanas a Cacho Fontana, primero,y después a Larrea. Si no hubiera escuchado a Mareco; a El rotativo del aire o Mitre informa primero, a Betty Elizalde, Nora Perlé, a Badía, Lalo Mir o Vernaci.

También fue la responsable de la locución en el programa "Los juegos de la noche". "Estrictamente musical" y "Luces vivo, Buenos Aires".
En 2001 condujo "Tarde de perros" en Radio Mitre con Andy Kusnetzoff.
En 2003 realizó la cobertura teatral de diferentes estrenos para el ciclo "Luces vivo, Buenos Aires", que conducía Leonardo Greco por Radio de la Ciudad y desde ese año animó "Según pasan los tangos" en Radio Nacional los sábados de 18 a 20.
"Según pasan los tangos"  se pasó a Radio de la Ciudad y luego, en 2006, a la medianoche del domingo por Radio Del Plata junto a  Liliana Resnik.
Desde el 10 de junio de 2001 conduce "Canciones son amores" por Radio Mitre los sábados de 20 a 1 y los domingos de 21 a 0.30.
 "Canciones son amores" por Radio Mitre es un programa musical con temas de distintos géneros musicales y textos de autores clásicos y modernos.

## Filmografía
- DNI (La otra historia)  (1989)

## Premios
Ha recibido el Premio Raíces que hasta 1993 se entregaba en la Radio Splendid y más tarde en la Biblioteca Nacional de la República Argentina.
En 2006 recibió el Premio Éter a la Mejor locutora de Radio AM por su trabajo en Radio Mitre, en Radio Nacional y en AM del Plata.
En 2006 recibió el Premio Santa Clara de Asís

El 31 de agosto de 2011, con motivo del Día Internacional de la Radiodifusión, el Consejo Profesional de Radio de Argentores le entregó el Galardón Susini.
En 2012 recibió un Premio Martín Fierro por su programa "Canciones Son Amores" en Radio Mitre pero no fue a buscarlo porque el horario de entrega de los premios coincidía con el horario de su programa.
En 2013 recibió un Premio Martín Fierro por su programa "Canciones Son Amores" en Radio Mitre. El programa lo hace con Lalo Morino y fue distinguido como mejor programa musical del 2013.
En 2014 fue nominada nuevamente a los Premios Martín Fierro por su programa "Canciones son amores", que sale al aire por Radio Mitre los sábados a las 22.
En 2019 recibe el premio Martín Fierro a la trayectoria y su programa Canciones son amores ganó en el rubro Programa semanal.

## En la radio
| Año           | Ciclo o programa                 | Radio                                                      | Rol                     |
| ------------- | -------------------------------- | ---------------------------------------------------------- | ----------------------- |
| 1960          | -                                | Radio del Pueblo                                           | Locutora suplente       |
|               | Fila 13                          | Radio Rivadavia                                            | Locutora                |
|               | Ciclo nocturno de texto y música | Radio Libertad                                             | Conductora              |
| 1970 - 1989   | Las Siete Lunas De Crandall      | FM Inolvidable (cambio de emisora desde Radio Continental) | Locutora                |
| 1972 - 1978   | Miss Ylang y su Música           | Radio Continental                                          | Locutora                |
| 1980          | Estrictamente musical            |                                                            | Locutora                |
|               | Dos mujeres para despertarlo     |                                                            | Productora y conductora |
|               | El cigarro                       | Radio El Mundo                                             | Conductora              |
| 2001          | Tarde de perros                  | Radio Mitre                                                | Conductora              |
| 2001-presente | Canciones son amores             | Radio Mitre                                                | Conductora              |
| 2003          | Luces vivo, Buenos Aires         | Radio de la Ciudad                                         | Locutora                |
| 2003-presente | Según pasan los tangos           | Radio Del Plata (cambio de emisora desde Radio Nacional)   | Conductora              |

## Reconocimientos
| Año  | Premio                                                         | Categoría                  | Trabajo nominado                              | Resultado |
| ---- | -------------------------------------------------------------- | -------------------------- | --------------------------------------------- | --------- |
|      | Premios Martín Fierro                                          | Mejor programa             | Miss Ylang y su música                        | Ganador   |
|      | 4 Premios Martín Fierro                                        | Programa musical en FM     | Las siete lunas de Crandall                   | Ganador   |
|      | Premio Raíces                                                  | Premio a la trayectoria    | -                                             | Ganadora  |
| 2006 | Premio Éter                                                    | Mejor locutora de radio AM | Canciones son amores y Según pasan los tangos | Ganadora  |
| 2006 | Premios Santa Clara de Asís                                    |                            |                                               | Ganadora  |
| 2011 | Galardón Susini del Consejo Profesional de Radio de Argentores | Conducción diaria          | Canciones son amores y Según pasan los tangos | Ganadora  |
| 2012 | Premios Martín Fierro                                          | Mejor programa musical     | Canciones son amores                          | Ganador   |
| 2013 | Premios Martín Fierro                                          | Mejor programa musical     | Canciones son amores                          | Ganador   |
| 2014 | Premios Martín Fierro                                          | Mejor programa musical     | Canciones son amores                          | Nominada  |
| 2019 | Premios Martín Fierro                                          | Premio a la trayectoria    |                                               | Ganadora  |